# 蓋倫湖
52°34′34″N 13°33′43″E / 52.5760°N 13.5620°E

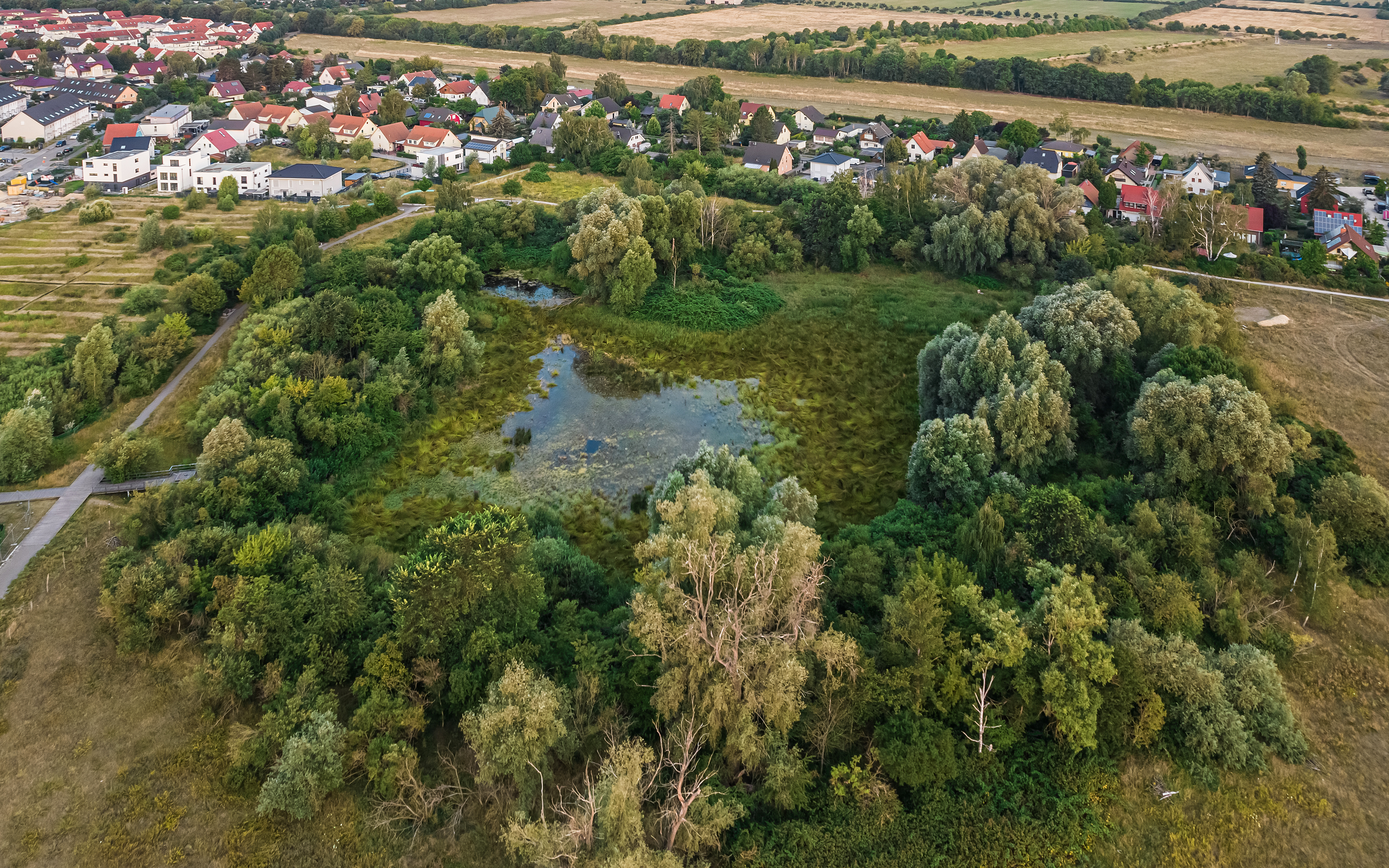

蓋倫湖（德語：Gehrensee），是德國的湖泊，位於該國首都柏林，由利希滕貝格行政區負責管轄，長0.2公里、寬0.1公里，面積0.01平方公里，海拔高度55米，平均水深0.5米，最大水深0.2米，湖岸線長度0.4公里。